# Чемпіонат Європи з художньої гімнастики 2012
Чемпіонат Європи з художньої гімнастики 2012 пройшов з 29 травня по 3 червня в місті Нижній Новгород, Росія.

## Медалісти
| Дисципліна         | Золото                | Срібло                     | Бронза             |
| Особиста першість  | Особиста першість     | Особиста першість          | Особиста першість  |
| ------------------ | --------------------- | -------------------------- | ------------------ |
| Абсолютна першість | Євгенія Канаєва (RUS) | Алєксандра Меркулова (RUS) | Алія Гараєва (AZE) |

## Медалісти (групові вправи), сеньйори
| Дисципліна           | Золото         | Срібло         | Бронза         |
| Групові вправи       | Групові вправи | Групові вправи | Групові вправи |
| -------------------- | -------------- | -------------- | -------------- |
| Групова першість     | Росія          | Білорусь       | Італія         |
| 5 м'ячів             | Росія          | Білорусь       | Болгарія       |
| 3 стрічки + 2 обручі | Білорусь       | Болгарія       | Італія         |

## Медалісти (юніори)
| Дисципліна         | Золото                                                                 | Срібло                                                  | Бронза                                                    |
| Команда            | Команда                                                                | Команда                                                 | Команда                                                   |
| ------------------ | ---------------------------------------------------------------------- | ------------------------------------------------------- | --------------------------------------------------------- |
| Командна першість  | Росія Діана Борісова Яна Кудрявцева Юлія Сініцина Олександра Солдатова | Білорусь Олена Болотіна Катерина Галкіна Марія Кадобіна | Грузія Габріелла Хведелідзе Софіко Фарулава Саломе Пажава |
| Особиста першість  |                                                                        |                                                         |                                                           |
| Вправа зі стрічкою | Олександра Солдатова (RUS)                                             | Катерина Галкіна (BLR)                                  | Гюльсум Шафізаде (AZE)                                    |
| Вправа з обручем   | Діана Борісова (RUS)                                                   | Олена Болотіна (BLR)                                    | Нілуфар Ніфталієва (AZE)                                  |
| Вправа з булавами  | Юлія Сініцина (RUS)                                                    | Марія Кадобіна (BLR)                                    | Габріелла Хведелідзе (GEO)                                |
| Вправа з м'ячем    | Яна Кудрявцева (RUS)                                                   | Катерина Галкіна (BLR)                                  | Анастасія Мульміна (UKR)                                  |

## Медальний залік

### Сеньйори
| Місце               | Країна              | Золото | Срібло | Бронза | Загалом |
| ------------------- | ------------------- | ------ | ------ | ------ | ------- |
| 1                   | Росія               | 3      | 1      | 0      | 4       |
| 2                   | Білорусь            | 1      | 2      | 0      | 3       |
| 3                   | Болгарія            | 0      | 1      | 1      | 2       |
| 4                   | Італія              | 0      | 0      | 2      | 2       |
| 5                   | Азербайджан         | 0      | 0      | 1      | 1       |
| Загалом (5 збірних) | Загалом (5 збірних) | 4      | 4      | 4      | 12      |

### Юніори
| Місце               | Країна              | Золото | Срібло | Бронза | Загалом |
| ------------------- | ------------------- | ------ | ------ | ------ | ------- |
| 1                   | Росія               | 5      | 0      | 0      | 5       |
| 2                   | Білорусь            | 0      | 5      | 0      | 5       |
| 3                   | Азербайджан         | 0      | 0      | 2      | 2       |
| 3                   | Грузія              | 0      | 0      | 2      | 2       |
| 5                   | Україна             | 0      | 0      | 1      | 1       |
| Загалом (5 збірних) | Загалом (5 збірних) | 5      | 5      | 5      | 15      |

## Зовнішні посилання
- European Championships Rhythmic Gymnastics Results
- Rhythmic Gymnastics Results[недоступне посилання з 01.09.2019]